# Звёздные волки 2: Гражданская война
«Звёздные волки 2: Гражданская война» (англ. Star Wolves 3: Civil War) — компьютерная игра в жанре космической тактической ролевой игры, разработанная командой Elite Games Team и изданная компанией 1С 15 мая 2009 года. «Звёздные волки 2: Гражданская война» является продолжением игры «Звёздные волки». Игра использует модифицированный движок игры «Звездные волки 2».

## Сюжет
Игра «Звездные волки 2: Гражданская война» является продолжением модификации к игре «Звездные волки» под названием «Наследие Империи», созданного также Elite Games Team. Сюжет этой модификации основан на том, что героям становится известно, что действующий император является самозванцем, а Астра (один из членов команды) является потомком прежней Императорской фамилии. Под началом Астры сплотились недовольные режимом Эзара, и многие системы, из которых позднее сложилась Новая Империя, перешли на сторону Астры. В итоге прежняя Империя раскололась на 2 части: Новая Империя во главе с Астрой и Старая Империя во главе с силами прежнего режима.
Действие игры происходит в 2227 году, через год после начала Гражданской войны в Империи. Главный герой является бизнесменом, который разорился из-за уничтожения транспортного конвоя с особо ценным грузом для корпорации «Triada», атакованного Военно-космическими силами Старой Империи. Чтобы выплатить неустойку, он продал почти все своё имущество, и, желая вернуть утраченное, оказывается втянутым в военный конфликт. Ему сопутствует Ласточка — бывшая стюардесса, по воле случая попавшая к пиратам и вынужденная воевать на их стороне, но затем сумевшая отомстить пиратам, освободиться от них и сполна расплатиться, захватив вместе с главным героем пиратскую базу и Седой, бывший член отряда Мечники и ставший одним из боевиков корпорации «Triada», волей случая столкнувшийся с ними на разрушенной базе . Сюжет и персонажи, с которыми встретится игрок, зависят от его воли.

## Особенности
- В игре 5 сюжетных линий:

Работа на:
 — ВКС Старой Империи
 — КФНИ (Космический флот Новой Империи)
 — ССТ (Союз Свободных Торговцев)
 — Корпорации «Triada» и «USS»
 — Корпорация «InoCo».
- Переработана графика, используемая в предыдущих частях. В частности, изменен вид космоса во всех системах.
- В игре истребители 1-3 поколений (в ЗВ1) распределены по 1-4 поколениям. Создано 5-е поколение (из ЗВ1 — только истребитель «Змей»). Созданы новые навыки, владение которыми необходимо для использования истребителей последних поколений.
- Так как главная роль уделяется конфликту между людьми, новые инопланетные расы в игру не добавлены. Отсутствуют «Ангорцы» из ЗВ2. Существует система Предтеч и охраняющие артефакты Предтеч их потомки — Чужие.
- Огромная космическая карта включает системы из ЗВ1 и частично из ЗВ2, а также вновь созданные системы.
- Убрано озвучивание диалоговых окон, теперь озвучиваются только реплики персонажей вне диалоговых окон